# Escobaria tuberculosa
Escobaria tuberculosa ist eine Pflanzenart in der Gattung Escobaria aus der Familie der Kakteengewächse (Cactaceae). Das Artepitheton tuberculosa stammt aus dem Lateinischen, bedeutet ‚höckerig‘ und verweist auf die gehöckerten Triebe der Art. Englische Trivialnamen sind „Arizona Pincushion“ und „Cob Cactus“.

## Beschreibung
Escobaria tuberculosa wächst einzeln oder in Gruppen und ist sehr variabel. Die zylindrischen bis eiförmigen Triebe erreichen bei Durchmessern von 2,5 bis 7 Zentimetern Wuchshöhen von 5 bis 12 Zentimeter. Die bis zu 10 Millimeter langen Warzen werden hart und sind ausdauernd. Die vier bis acht gelben, geraden Mitteldornen besitzen eine rosafarbene oder rote Spitze und weisen Längen von 1 bis 2 Zentimeter auf. In der Mitte ist einer von ihnen stärker. Die etwa 20 bis 30 gelben, weißen oder grauen Randdornen sind gerade und ausgebreitet. Sie sind bis zu 1,2 Zentimeter lang.
Die duftenden Blüten sind rosafarben und öffnen sich weit. Sie sind 2 bis 3 Zentimeter lang und erreichen ebensolche Durchmesser. Die verlängerten Früchte sind meist rot und 1,2 bis 2 Zentimeter lang.

## Verbreitung, Systematik und Gefährdung
Escobaria tuberculosa ist in den Vereinigten Staaten in den Bundesstaaten New Mexico und Texas sowie in den mexikanischen Bundesstaaten Chihuahua, Durango, Coahuila und Nuevo León ziemlich weit verbreitet.
Die Erstbeschreibung als Mammillaria tuberculosa durch George Engelmann wurde 1856 veröffentlicht. Nathaniel Lord Britton und Joseph Nelson Rose stellten die Art 1923 in die Gattung Escobaria. Nomenklatorische Synonyme sind Coryphantha tuberculosa (Engelm.) Orcutt (1922) und Coryphantha tuberculosa (Engelm.) A.Berger (1929).
In der Roten Liste gefährdeter Arten der IUCN wird die Art als „Least Concern (LC)“, d. h. als nicht gefährdet geführt.

## Nachweise